# Ákos Keller
Ákos Keller (Székesfehérvár, 28 de marzo de 1989) es un baloncestista húngaro que pertenece a la plantilla del Falco KC Szombathely de la NB I/A húngara. Con 2,08 metros de estatura, juega en la posición de pívot.

## Trayectoria deportiva

### Profesional
Comenzó su andadura profesional en el Alba Fehérvár en 2007, con 18 años, equipo en el que jugó seis temporadas, obteniendo sus mejores números en la temporada 2011-12, en la que promedió 11,0 puntos, 6,8 rebotes y 1,2 tapones por partido.
El 4 de junio de 2013 fichó por el también equipo húngaro del Szolnoki Olaj KK, equipo en el que jugaría tres temporadas, ganando la liga de Hungría en todas ellas. Su mejor temporada fue la 2015-16, en la que promedió 8,1 puntos y 6,4 rebotes por partido.
Regresó al Alba Fehérvár donde jugaría dos temporadas, ganando su quinto título de liga en 2017. El 15 de agosto de 2018 fichó por el equipo francés del ÉB Pau-Orthez, saliendo por primera vez de su país.

### Selección nacional
Tras pasar por la sub-20, debutó con la selección húngara absoluta en la fase de clasificación para el Eurobasket 2015, en la que en seis partidos promedió 10,0 puntos y 6,8 rebotes. Su primera competición al más alto nivel fue el Eurobasket 2017, en el que en seis partidos promedió 4,8 puntos y 4,5 rebotes.
En septiembre de 2022 disputó con el combinado absoluto húngaro el EuroBasket 2022, finalizando en vigesimotercera posición.

### Redes sociales
- Ákos Keller en Instagram

- Datos: Q19519316